# Rivière Ménard
Rivière Ménard är ett vattendrag i Kanada.   Det ligger i provinsen Québec, i den sydöstra delen av landet, 500 km nordväst om huvudstaden Ottawa.
I omgivningarna runt Rivière Ménard växer i huvudsak blandskog. Trakten runt Rivière Ménard är nära nog obefolkad, med mindre än två invånare per kvadratkilometer.